# 케팔로스

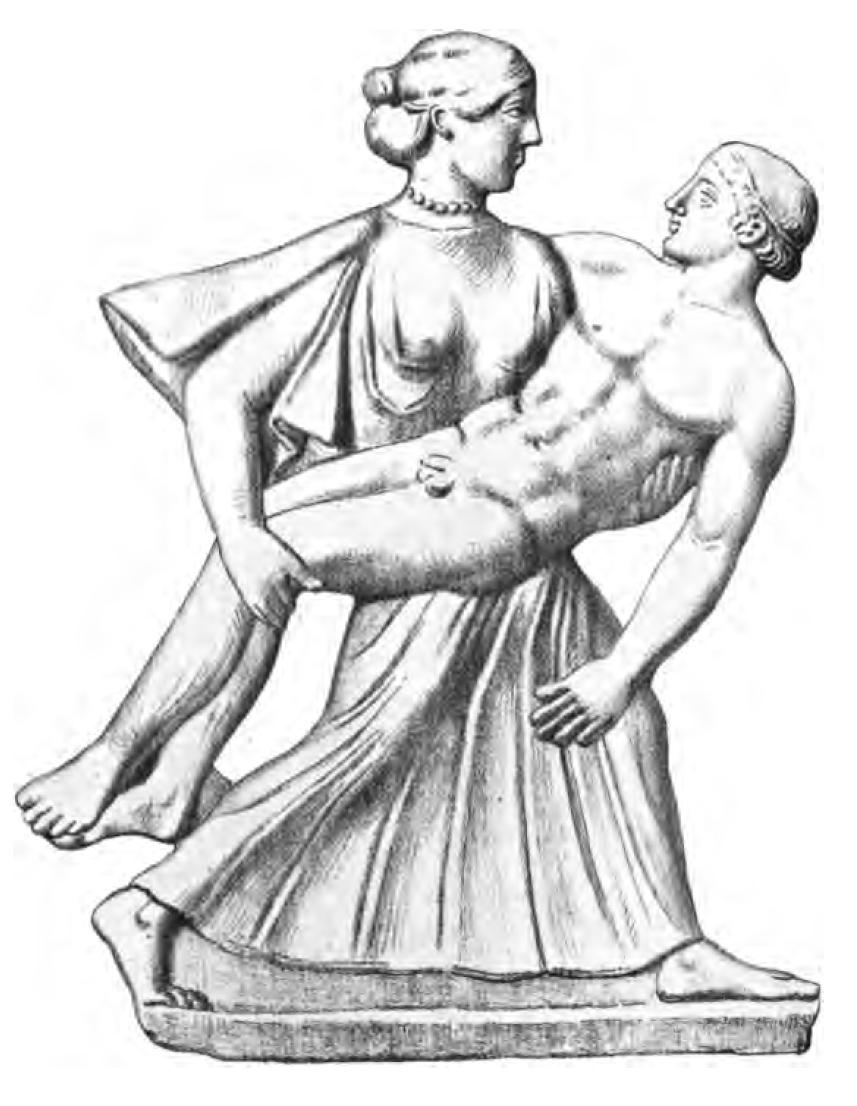

케팔로스(그리스어: Κέφαλος)는 그리스 신화의 인물이다. 포키스의 왕 데이온과 디오메데 사이에서 태어났다고 전해지나 헤르메스나 헤르세, 또는 판디온의 자식이라고도 한다.

## 일화
아테네의 왕인 에렉테우스의 딸 프로크리스와 사랑에 빠져 결혼한지 두 달 남짓 되었을 때, 히메투스 산에 사슴뿔을 채취하러 갔다가 새벽의 여신 에오스에 눈에 띄어 납치당하게 된다. 하지만 에오스의 사랑을 거부하며 프로크리스와의 사랑을 계속 이야기하자, 화가 난 여신은 그의 아내인 프로크리스가 그를 별로 사랑하지 않을 것이라며 의심하게 만든다. 여신의 경고에 두려운 마음이 생긴 그는 변장하여 그녀의 정절을 시험해 보는데, 변장한 그의 외모와 재화에 눈이 먼 프로크리스는 처음에 주저하다가 결국 몸을 허락한다. 그가 변장을 벗자 모든 진실을 안 그녀는 분노와 슬픔을 느껴 케팔로스를 떠난다. 하지만 나중에 그 둘은 서로를 용서하였고, 프로크리스는 그에게 백발백중 무엇이든 맞출 수 있는 창과, 라이라프스(Laelaps)라는 이름의 사냥개를 선물로 준다. 이 창과 개는 그녀가 케팔로스를 떠나며 방황할 때 아르테미스 여신을 모시게 되는데, 그 때에 받은 것이었다.
케팔로스는 사냥을 좋아하였는데, 사냥을 하다 지칠 때면 "아우라(Aura, 산들바람이라는 뜻)여! 나에게 와 나를 감싸 안아다오! 그리고 불타는 나를 식혀다오!"라고 말하는 버릇이 있었다. 이때 지나가던 이가 우연히 그 소리를 듣고는 그의 아내인 프로크리스에게 그가 '아우라'라는 여자와 바람을 피운다고 말을 하였고, 그녀는 분노하여 그의 사냥을 몰래 따라가기로 결심한다.
다음 날 아침이 되자 케팔로스는 여느날과 같이 사냥을 하러 가서 아우라를 부르게 되고, 이 장면을 지켜보던 프로크리스는 아우라를 다른 여자의 이름이라고 오해를 하여 놀라 바스락거리는 소리를 낸다. 이것을 들짐승이라고 착각한 케팔로스가 던진 창에 맞아 죽고 만다.